# マダラカデー
マダラカデー（英語: Madaraka Day）は、ケニアが1963年にイギリスから自治権を獲得したことを祝う日であり、6月1日である。同年の12月12日に完全な独立を達成した。
ケニアで最初の祝日であり、ケニアの国旗が掲揚され国歌「おお、万物の神よ」が斉唱された初めての日でもある。